# GOES 4
El GOES 4, conegut com a GOES-D abans d'entrar en servei, va ser un satèl·lit meteorològic operat per la National Oceanic and Atmospheric Administration dels Estats Units com a part del sistema Geostationary Operational Environmental Satellite. Llançat el 1980, va ser utilitzat per a la predicció meteorològica als Estats Units, i més tard a Europa. Després del seu retir es va convertir en el primer satèl·lit que es va enviar a una òrbita cementiri.

## Vida útil limitada

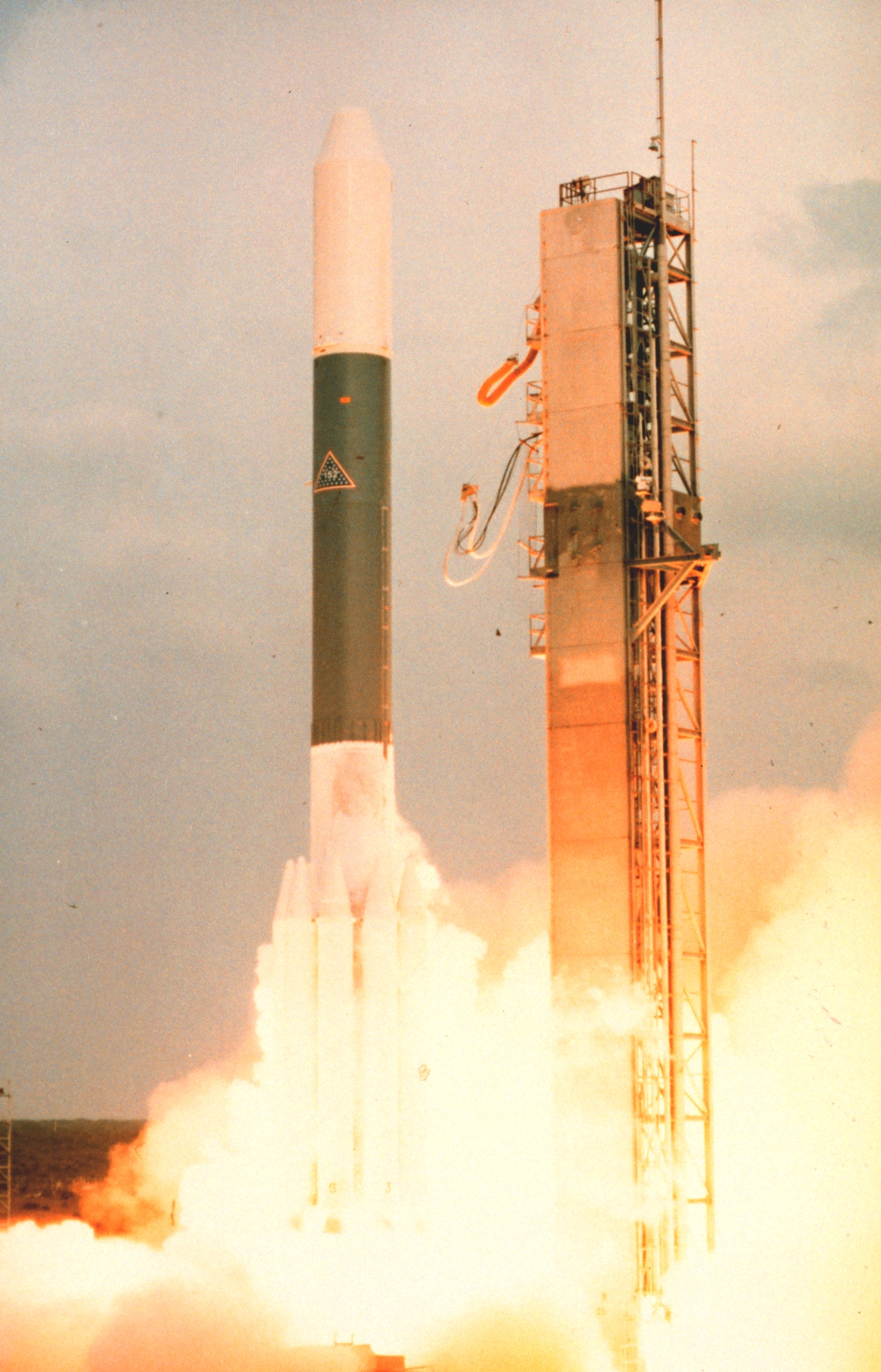
Llançament del GOES-D en un Delta 3914

El GOES 4 va ser construït per Hughes Space and Communications, i estava basat en el model de satèl·lit HS-371. En el llançament tenia una massa de 660 kg, amb una vida útil prevista de funcionament del voltant de set anys. Va ser el primer satèl·lit GOES basat en el HS-371.

## Llançament i òrbita
El GOES-D va ser llançat utilitzant un coet transportador Delta 3914 enlairant-se des de Launch Complex 17A al Cape Canaveral Air Force Station. El llançament es va produir a les 22:27 GMT del 9 de setembre de 1980. El llançament va col·locar amb èxit el GOES-D en una òrbita de transferència geoestacionària, de la qual es va elevar a l'òrbita geoestacionària per mitjà d'un motor d'apogeu Star-27 a bord. La seva inserció en l'òrbita geoestacionària es va produir a les 12:00 de l'11 de setembre.
Després de la seva inserció en òrbita geoestacionària, el GOES 4 va ser posicionat a 98° Oest. En el 1981, va ser mogut a 135° Oest, on va romandre fins al 1983 quan va ser traslladat a 139° Oest (1983–1984). En el 1985 es va tornar a situar a 10° Oest, i més tard a 44° Oest, on es va proporcionar cobertura d'Europa del EUMETSAT després de l'error amb la nau Meteosat-2.

## Òrbita cementiri
Després del final de les seves operacions a Europa, el GOES 4 va ser retirat del servei. Es va convertir en la primera nau espacial que es va elevar de l'òrbita geoestacionària cap a una òrbita cementiri per a la seva eliminació. Això es va aconseguir en el 9 de novembre de 1988, utilitzant el propel·lent restant dels propulsors del satèl·lit.